# Six Jours d'Indianapolis
Les Six Jours d'Indianapolis sont une course cycliste de six jours disputée à Indianapolis, aux États-Unis. Trois éditions ont lieu entre 1913 et 1938.

## Palmarès
| Année   | Vainqueur                   | Deuxième                      | Troisième                   |
| ------- | --------------------------- | ----------------------------- | --------------------------- |
| 1913    | Peter Drobach Paddy Hehir   | George Cavanagh Martin Ryan   | Worth Mitten Gordon Walker  |
| 1914-36 | Non-disputés                |                               |                             |
| 1937    | Gustav Kilian Heinz Vopel   | Fred Ottevaire Charles Winter | Henry O'Brien Jack Sheehan  |
| 1938    | Henri Lepage Fernand Wambst | Jules Audy Ernst Bühler       | Piet van Kempen Freddy Zach |